# Абстрактен експресионизъм
Абстрактният експресионизъм (на английски: Abstract Expressionism) е създаден в Северна Америка стил в изобразителното изкуство, станал известен главно с Нюйоркската школа в края на 40-те и началото на 60-те години. Техните главни направления са живопис на действието (на английски: Action painting) и живопис на цветните полета (на английски: colour-field painting).

## Развитие в САЩ и характеристики
Втората световна война, преследването на еврейското население и заклеймяването на модерното изкуство от националсоциалистите като дегенеративно изкуство водят до имигрантска вълна от хора на изкуството от Европа към САЩ. Те се заселват предимно в Ню Йорк. В Ню Йорк Ханс Хофман (на английски: Hans Hofmann) открива през 1933 г. Hofmann School of Fine Arts, а Йозеф Алберс (на немски: Josef Albers) преподава също от 1933 г. в Black Mountain.
Абстрактният експресионизъм представлява движение, обединявано от концепцията да се създава изкуство по спонтанен начин, без ограничения в стандартните форми на изразяване. Често художниците работят на огромни платна, използвайко голямо количество боя. Сред известните представители на това движение са Марк Ротко, Джаксън Полък, Аршил Горки, Вилем де Кунинг, Роберт де Ниро старши (на английски: Robert De Niro Sr.), както и Марк Тоби (на английски: Mark Tobey), Адолф Готлиб (на английски: Adolph Gottlieb), Клифърд Стил (на английски: Clyfford Still), Франц Клайн (на английски: Franz Kline) и Роберт Мадъруел (на английски: Robert Motherwell). Към движението принадлежат и редица скулптори.

## Галерия
- Дейвид Смит, Cubi VI (1963), Израелски музей, Ерусалим. Дейвид Смит е един най-влиятелните американски скулптори на 20-и век.
- Ричард Станкевич, Detail of Figure; 1956; steel, iron, and concrete; в колекцията на Музея със скулпурна градина „Хиршхорн“, Вашингтон
- Александър Калдер, Red Mobile, 1956, Painted sheet metal and metal rods, Монреалски музей за изящни изкуства
- Джон Чембърлейн, S, 1959, Музей със скулпурна градина „Хиршхорн“, Вашингтон
- Исаму Ногучи, The Cry, 1959, Kröller-Müller Museum Sculpture Park, Отерло, Нидерландия
- Луиз Буржоа, Маман, 1999, пред Музей Гугенхайм - Билбао